# Mafalda (Italië)
Mafalda is een gemeente in de Italiaanse provincie Campobasso (regio Molise) en telt 1308 inwoners (31-12-2004). De oppervlakte bedraagt 32,6 km², de bevolkingsdichtheid is 40 inwoners per km².

## Demografie
Mafalda telt ongeveer 528 huishoudens. Het aantal inwoners daalde in de periode 1991-2001 met 16,6% volgens cijfers uit de tienjaarlijkse volkstellingen van ISTAT.
| Jaar | Inwoneraantal |
| ---- | ------------- |
| 1991 | 1607          |
| 2001 | 1340          |

## Geografie
De gemeente ligt op ongeveer 460 m boven zeeniveau.
Mafalda grenst aan de volgende gemeenten: Dogliola (CH), Fresagrandinaria (CH), Lentella (CH), Montenero di Bisaccia, San Felice del Molise, Tavenna, Tufillo (CH).